# 大草城 (信濃国)
大草城（おおくさじょう）は、長野県上伊那郡中川村にあった日本の城。跡地は大草城址公園（おおくさじょうしこうえん）として整備されている。 

## 概要
大草城は大鹿村、中川村大草を所領していた、大鹿村大河原城主香坂高宗の重要拠点として、南北朝時代初期に築城されたと推定される。香坂高宗は南北朝時代、南朝方後醍醐天皇の第4皇子、宗良親王を大河原に迎え、手厚く守護した。宗良親王の大河原移住は『李花集』より1344年頃である。宗良親王は大河原を拠点に、幾度もの作戦行動を起こしているが、南朝方の勢力は振るわず、30有余年を山里大河原に潜居した。南朝方の大草城は天竜川東岸に位置し、西岸に位置する、北朝方の船山城主片桐氏、本郷城主飯島氏等の豪族と対峙し、軍事的、経済的に最重要拠点であった。大草城は、1581年（天正9年）織田軍の伊那侵攻以後に廃された。1591年（天正19年）の大草郷検地帳には、畑地として記載されているので、香坂氏は高宗の孫、宗久の代に帰農したと推定される。1977年（昭和52年）中川村の史跡に指定され、1982年（昭和57年）大草城址公園整備計画が決定され、1993年（平成5年）に完成した。1985年（昭和60年）の発掘調査で、外堀は本丸を起点に東西北に実在していたが、本丸周辺を2 - 3メートル切り崩して、埋められていることが判明した。

## 大草城址公園
自然地形を利用した平山城跡の大草城址を中心に、1993年（平成5年）に大草城址公園として、中川村にて整備された。年間を通じ雄大な中央アルプスを景観できる。特に春は、200本以上植樹されている、桜の花が、残雪の中央アルプスを背景に絶景ポイントになっている。

### 公園内広場
- 管理棟
- 駐車場2か所
- 城址の丘
- 桜の広場
- 四季の広場
- 芝生の広場
- わんぱく広場
- 宗良親王歌碑「我を世にありやと問わば信濃なるいなと答えよ嶺の松風」

### 画像

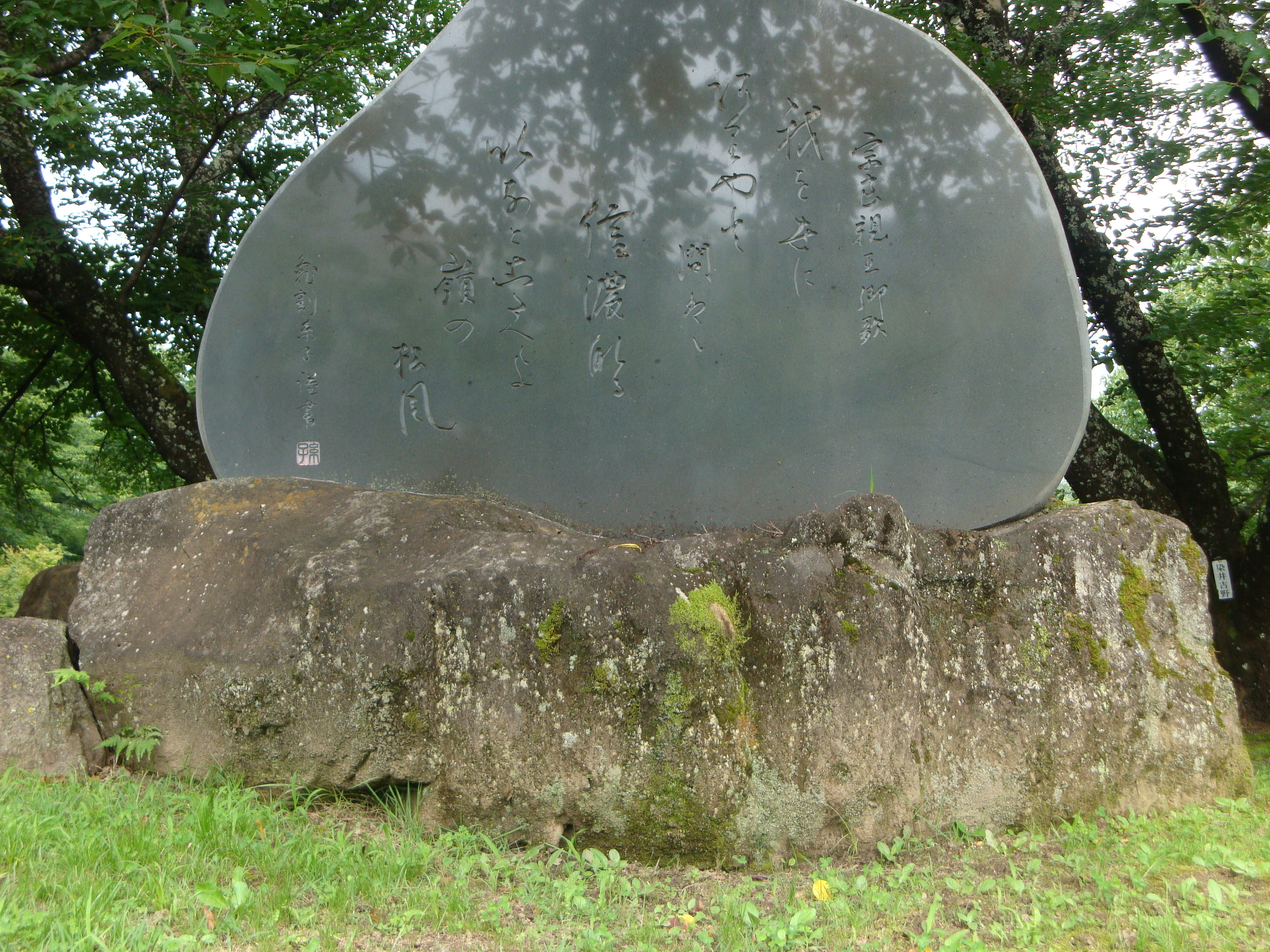
宗良親王歌碑
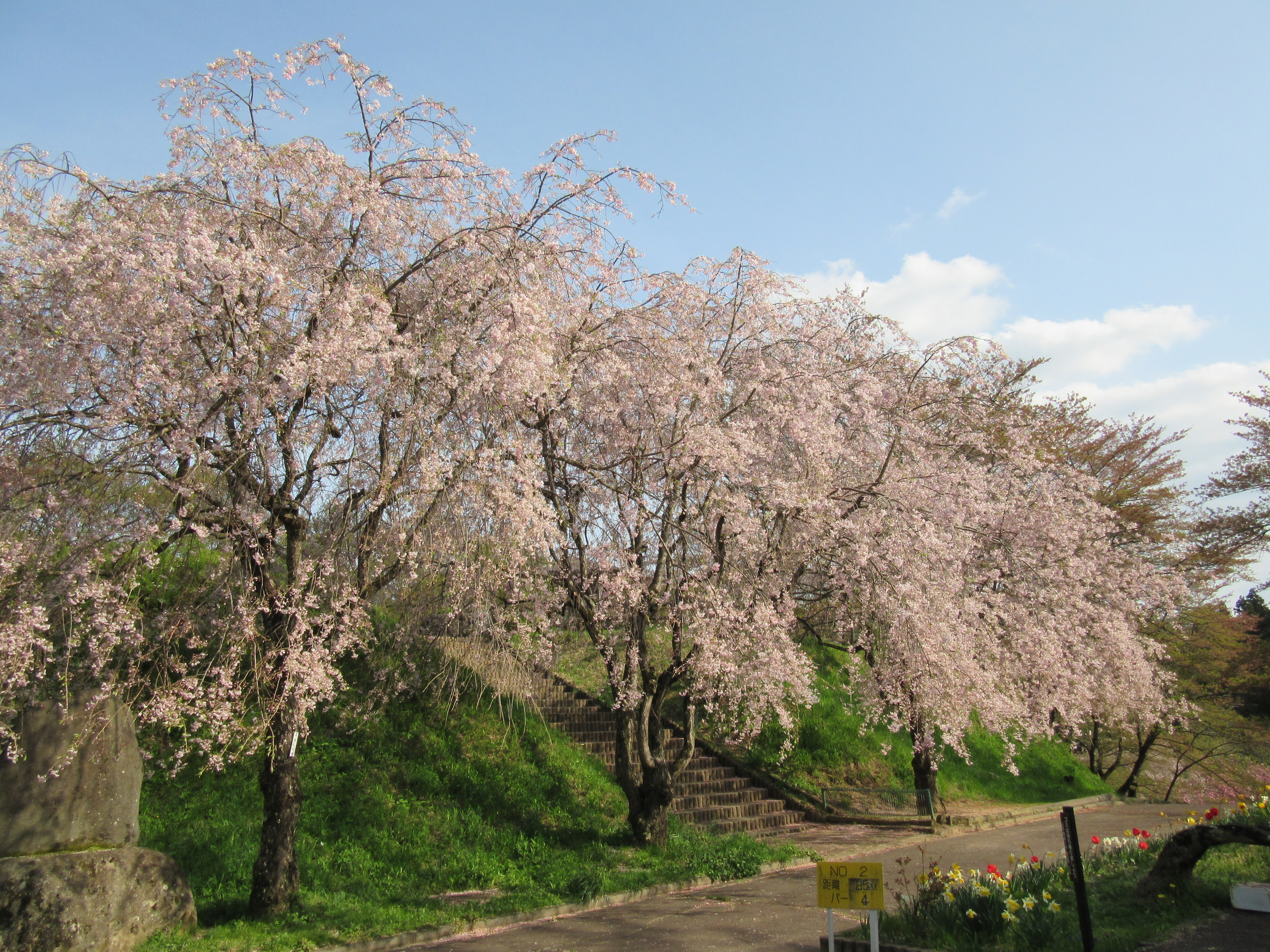
大草城址公園の桜
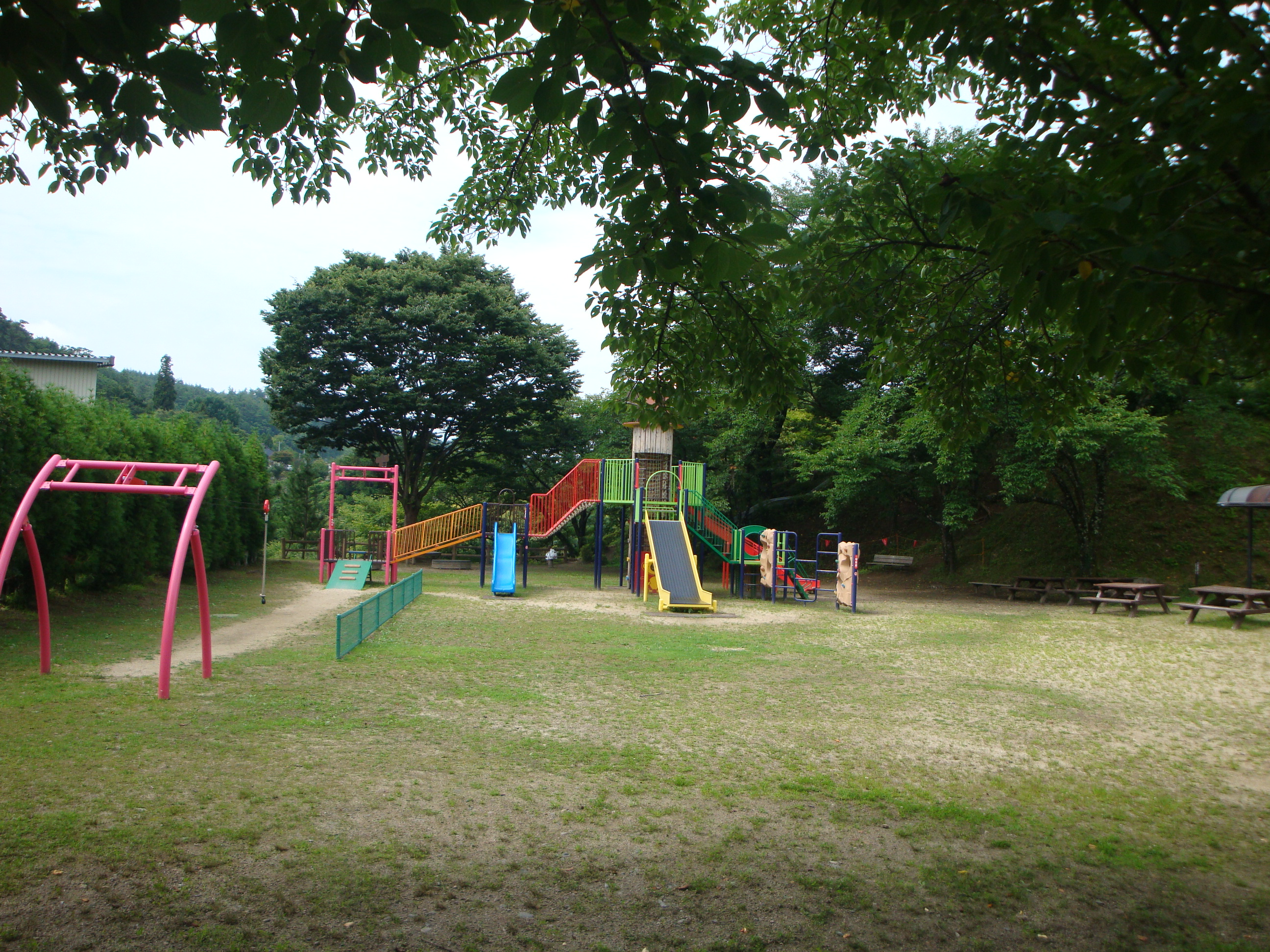
わんぱく広場
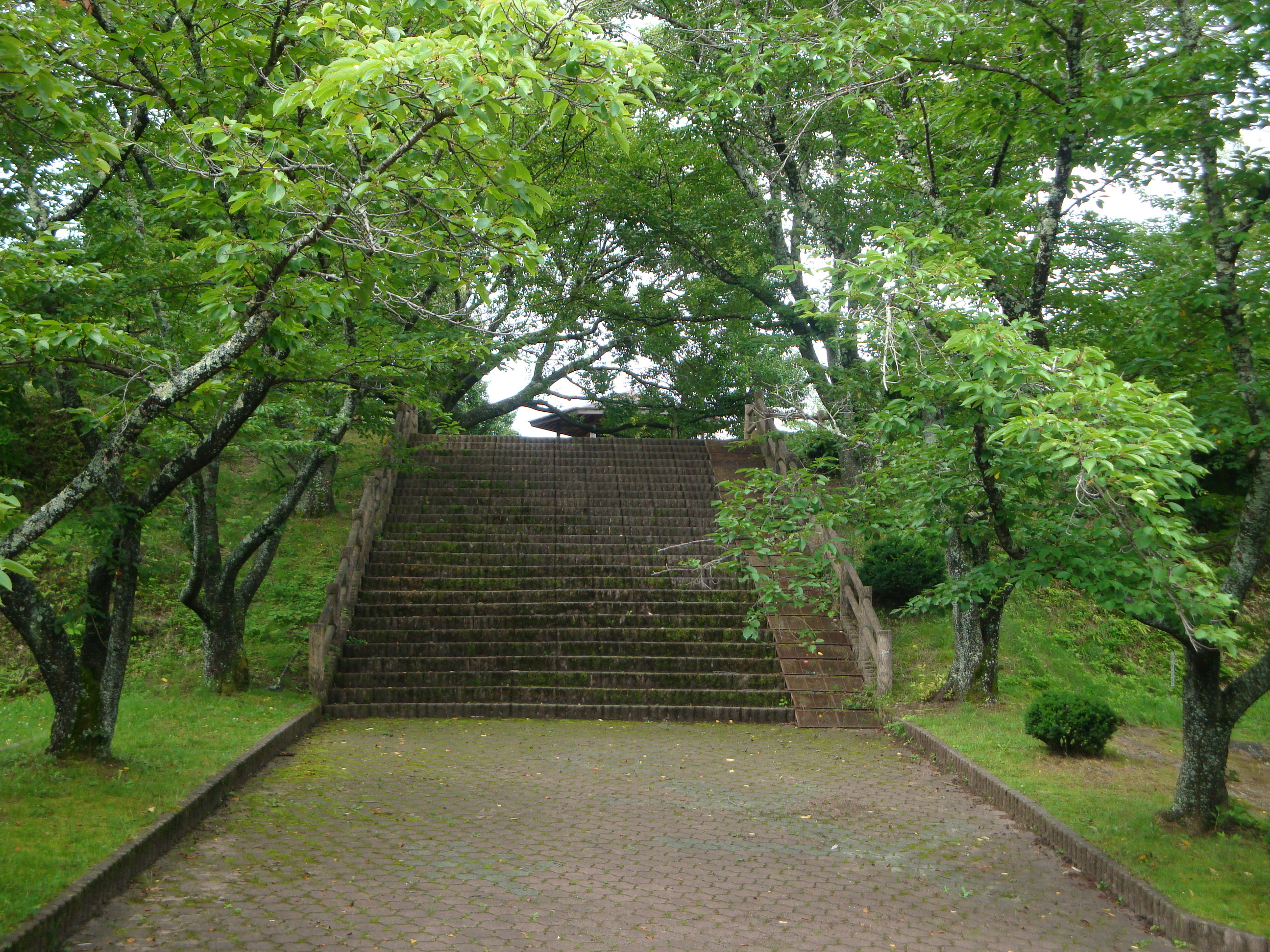
駐車場より城址の丘への石段
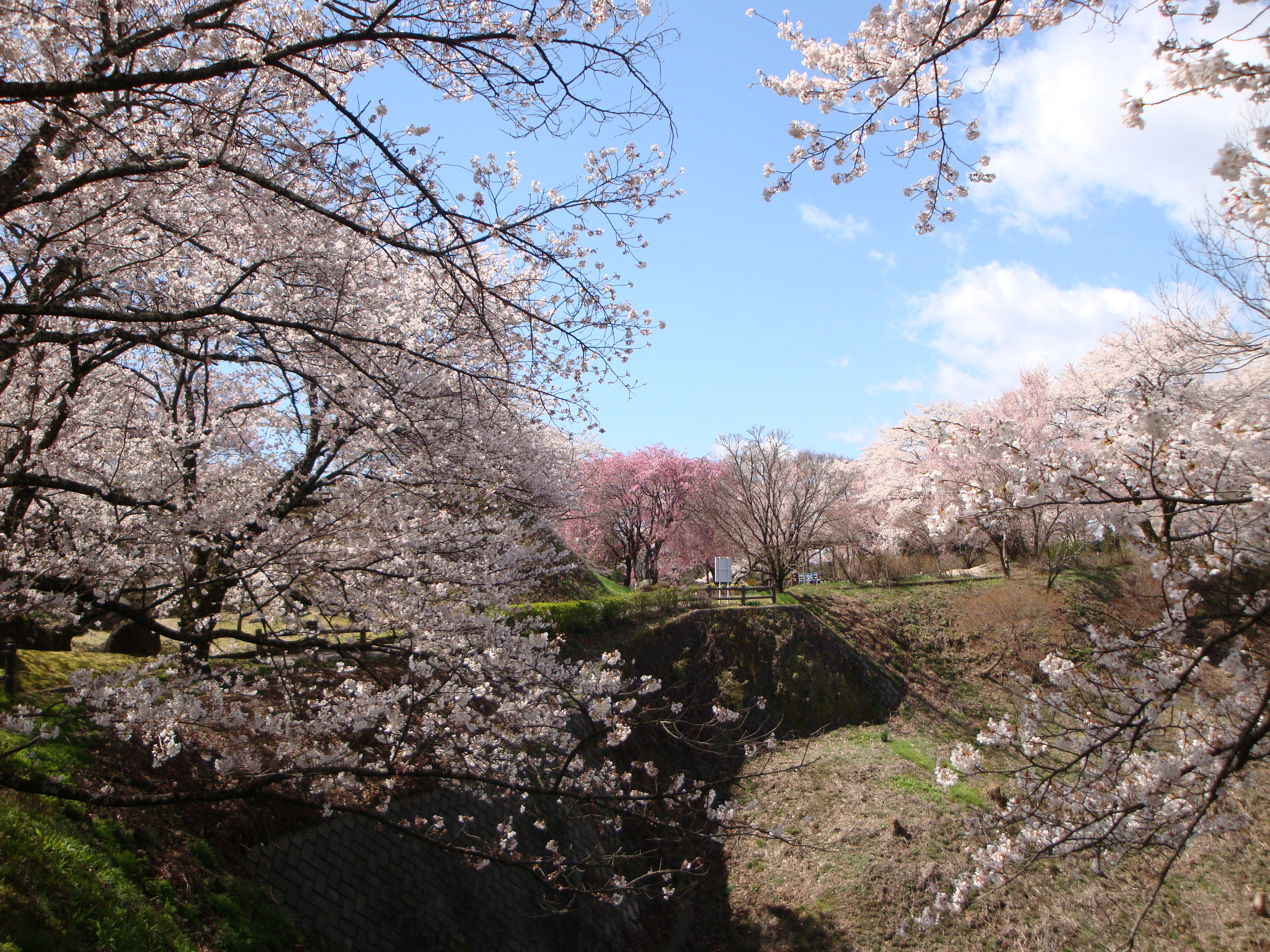
駐車場より桜の広場方面をのぞむ
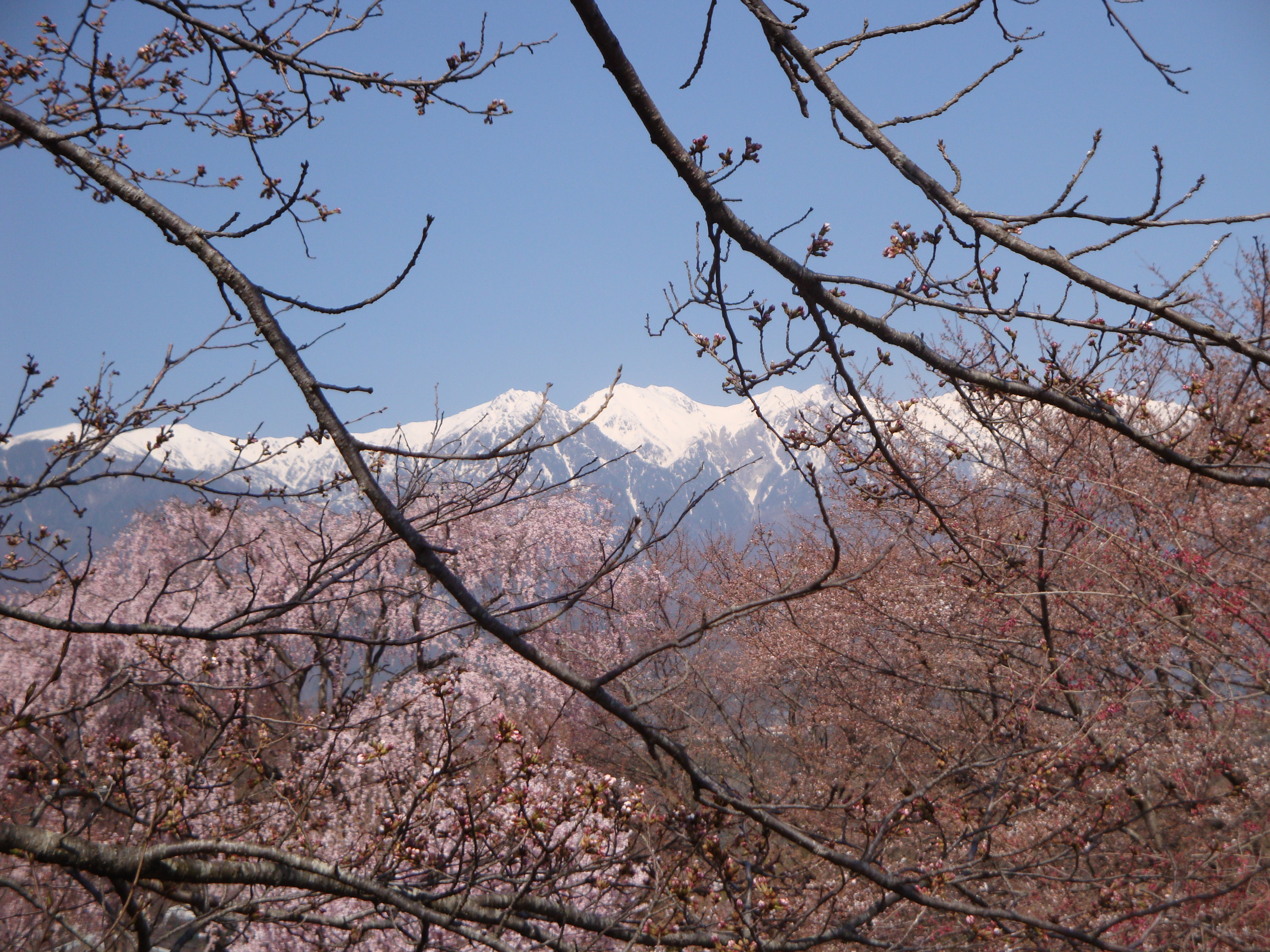
大草城址公園より中央アルプスをのぞむ